# 密斑歧鬚鮠
密斑歧鬚鮠，為輻鰭魚綱鯰形目倒立鯰科的其中一種，為熱帶淡水魚，分布於非洲烏班基河及剛果河流域，體長可達6.4公分，棲息在泥底質底中層水域，生活習性不明，可做為食用魚。